# Leddie Garcia
Leddie Garcia ist ein US-amerikanischer Jazzmusiker, Schlagzeuger, Komponist und Schauspieler.

## Leben
Seit den 1990er Jahren ist Garcia als Theaterschauspieler an Bühnen in Los Angeles, Chicago oder Las Vegas tätig. Gemeinsam mit Sam Auinger und Bruce Odland war er von Januar bis Dezember 2000 für ein Jahr lang am Field Museum in Chicago als Komiteeberater und Musiker unter dem Projekt Sounds From The Vault tätig und wurde dafür mit dem Gold Muse Award von der Association of American Museums ausgezeichnet. Seit demselben Jahr bis heute ist er als Komponist für Musik für Werbespots tätig. Er tritt zudem als musikalischer Leiter verschiedener Institutionen und als Gastmusiker beispielsweise für Beyoncé, Jamie Foxx, 50 Cent oder Mary J. Blige in Erscheinung.
Sein Filmschauspieldebüt gab Garcia 2015 im Actionfernsehfilm Thunderland in der Rolle des Raul an der Seite von Brian Hayes Currie und Harold Diamond. Im Folgejahr mimte er im Tierhorrorfernsehfilm Ice Sharks – Der Tod hat rasiermesserscharfe Zähne die Rolle des Inuit Suluk. 2019 wirkte er im Kurzfilm Cache Memory mit, der am 3. Juni 2019 auf dem Amazon All Voices Film Festival gezeigt wurde. Zwei Jahre später spielte er in einer Episode der Fernsehserie Pam and Sam mit.

## Diskografie (Auswahl)
- 1999: O+A – Vault Grooves / Sounds From The Vaults, Label: 30/70 Productions

## Filmografie (Auswahl)
- 2015: Thunderland (Fernsehfilm)
- 2016: Ice Sharks – Der Tod hat rasiermesserscharfe Zähne (Ice Sharks, Fernsehfilm)
- 2019: Cache Memory (Kurzfilm)
- 2021: Pam and Sam (Fernsehserie, Episode 1x11)